# Abtei Montivilliers

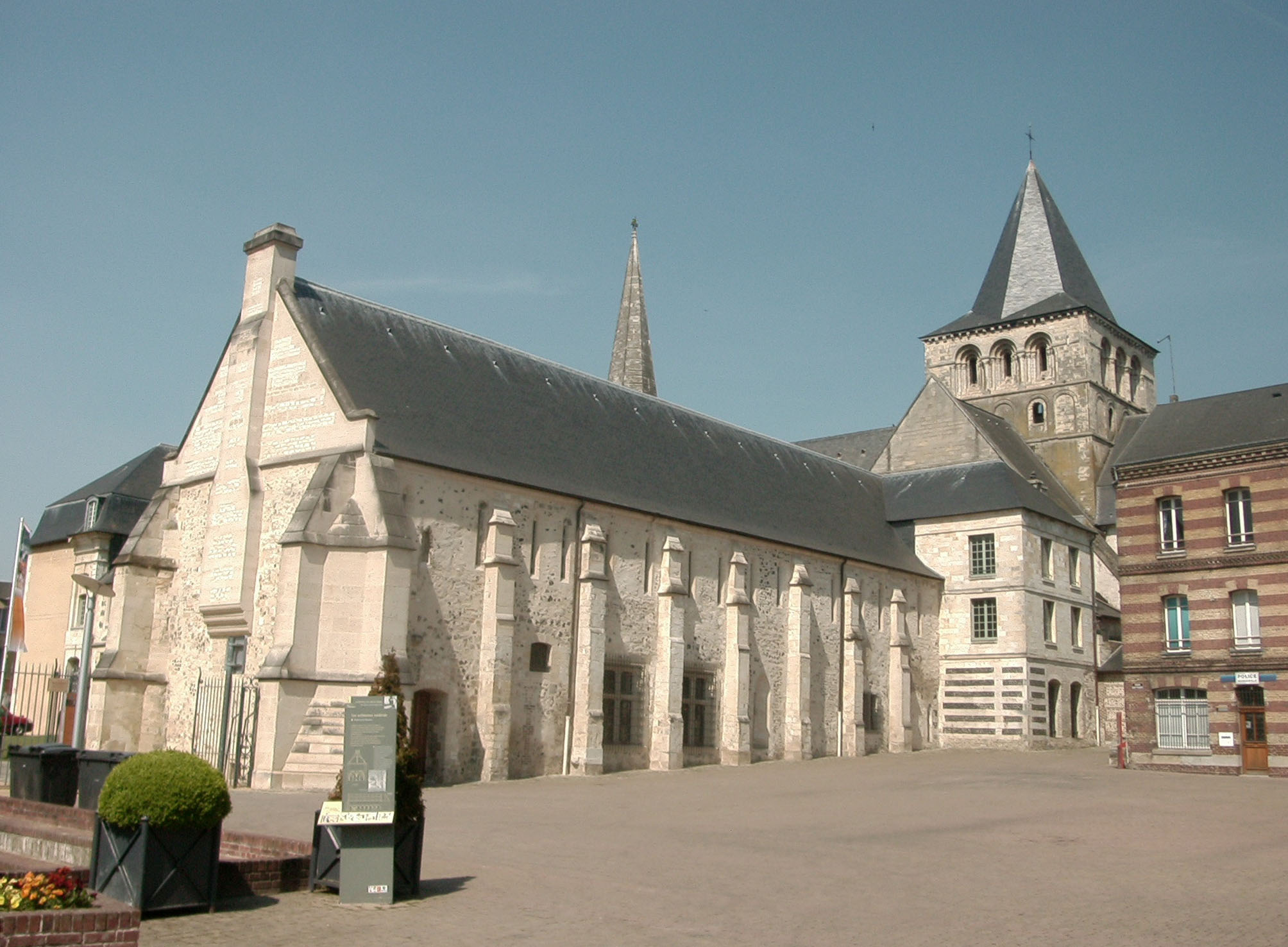
Die Abtei Montivilliers

Die Abtei Montivilliers (französisch Abbaye de Montevilliers), die der Stadt Montivilliers im heutigen Département Seine-Maritime unter seiner mittelalterlichen lateinischen Bezeichnung (Monasterium Viliare) den Namen gab, ist ein restauriertes ehemaliges Kloster, das ursprünglich im 7. Jahrhundert gegründet wurde.

## Geschichte
Das Kloster Viliare wurde vom heiligen Philibert im späten 7. Jahrhundert als Frauenkloster gegründet. Im 9. Jahrhundert zerstörten die Wikinger die Gebäude vollständig. Unter der Leitung der Abtei Fécamp erfolgte Anfang des 11. Jahrhunderts der Neuaufbau, diesmal als Abtei für Männer. Herzog Robert verlieh dem Kloster im Jahre 1035 die Selbständigkeit und es wurde nun wieder ein Frauenkloster. Die Abtei gelangte in der Folgezeit in den Besitz zahlreicher Landgüter, die es der Äbtissin Elisabeth schließlich ermöglichten, ab der zweiten Hälfte des 11. Jahrhunderts mit dem Bau einer großen Klosterkirche zu beginnen. Das Bauwerk wurde im normannischen Baustil der Zeit Wilhelms des Eroberers errichtet. 1791 wurde das Kloster aufgehoben und danach wurde in der ehemaligen Abtei eine Salpeterfabrik und im 19. Jahrhundert eine Brauerei eingerichtet. In den 1970er Jahren begann die Stadt Montivilliers, das Bauwerk zu renovieren. Die Arbeiten wurden im Jahr 2010 weitestgehend abgeschlossen und der Klosterkomplex kann heute besichtigt werden.

## Abteikirche
Die Kirche des Klosters wurde ursprünglich im 11. Jahrhundert im romanischen Stil errichtet und gehört zu den großen Kirchen nach benediktinischer Art in der Normandie. Die Fassade stammt aus dem 12. Jahrhundert. Entgegen der ursprünglichen Planung erhielt die Abteikirche nur einen Turm. Im 14. Jahrhundert wurde oberhalb des Hauptportals ein gotisches Fenster eingebaut. Im 15. Jahrhundert wurden die ersten sieben Querbalken des Kirchenschiffes durch ein breiteres gotisches Schiff ersetzt. Nur die im 20. Jahrhundert restaurierte Südseite blieb im ursprünglichen romanischen Stil erhalten.

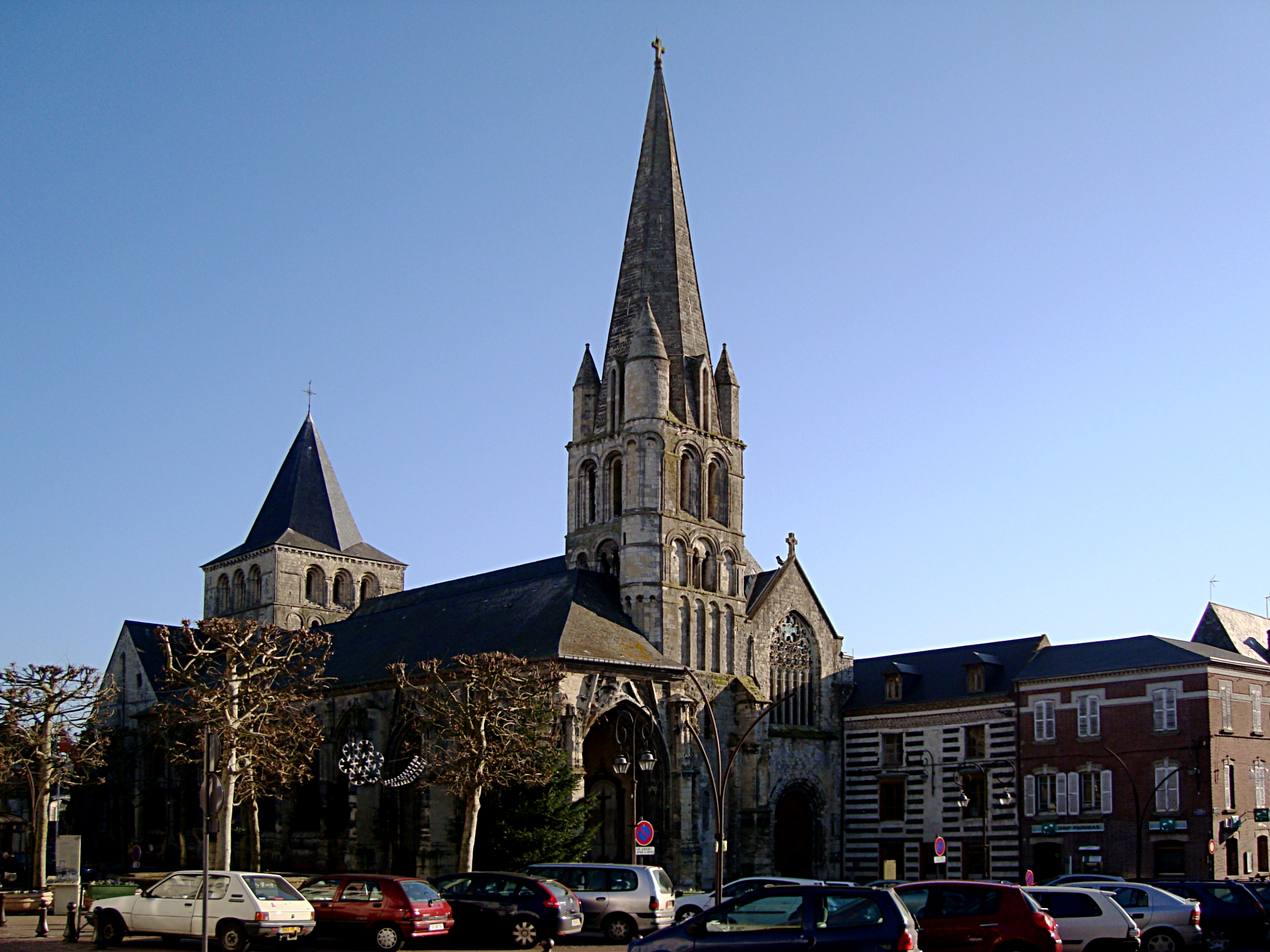
Gesamtansicht
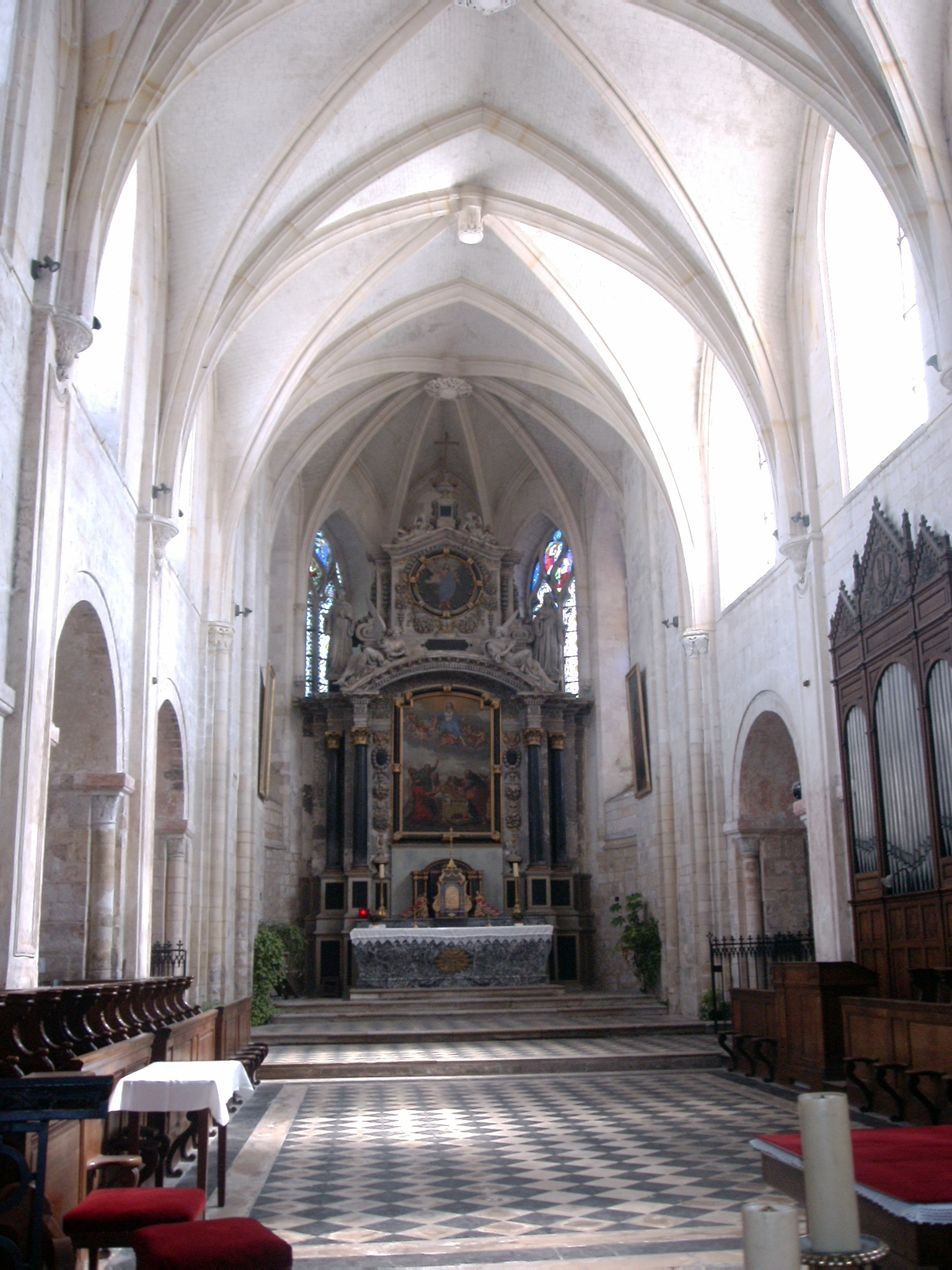
Hauptschiff und Altar
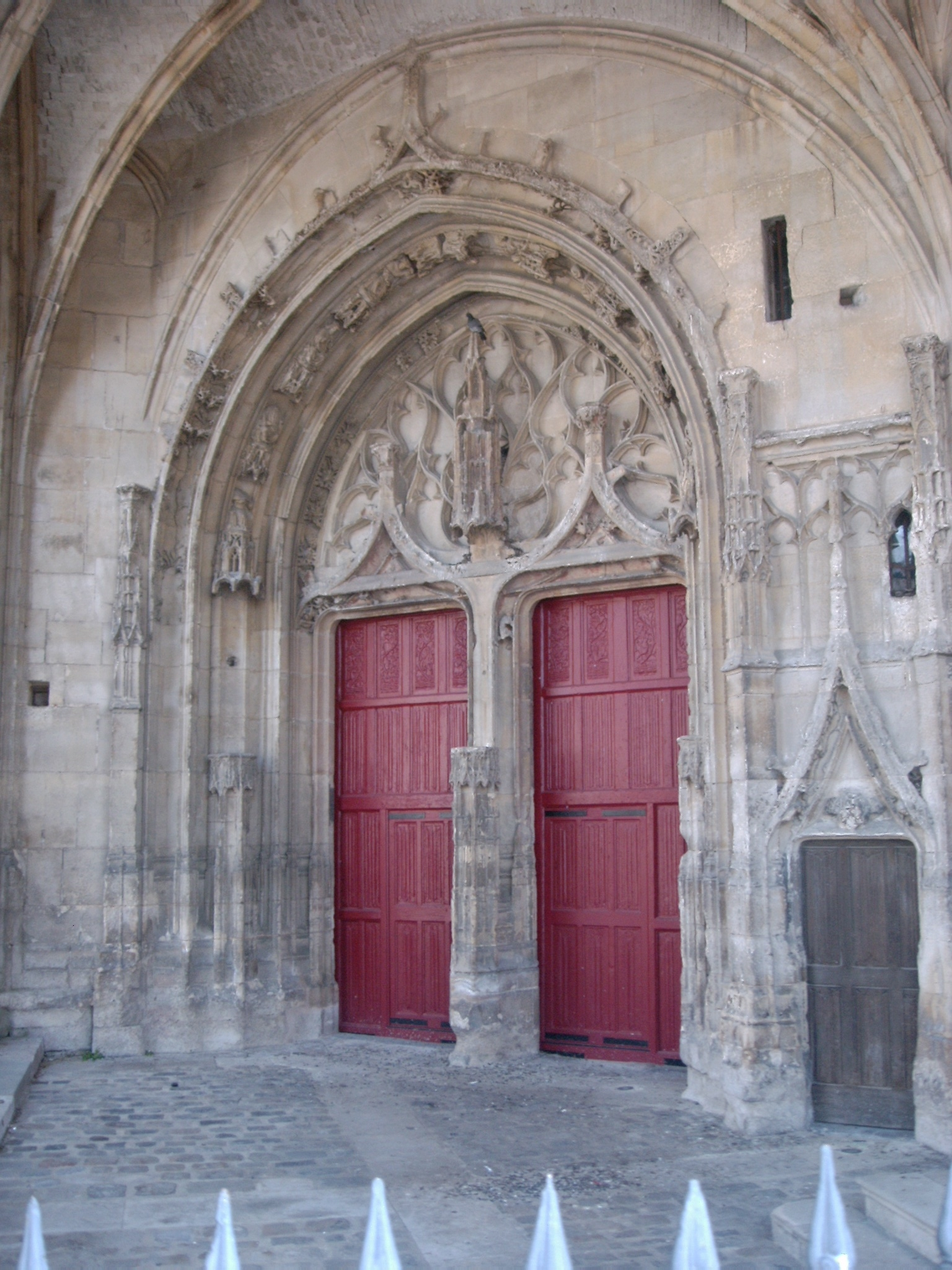
Seitenportal
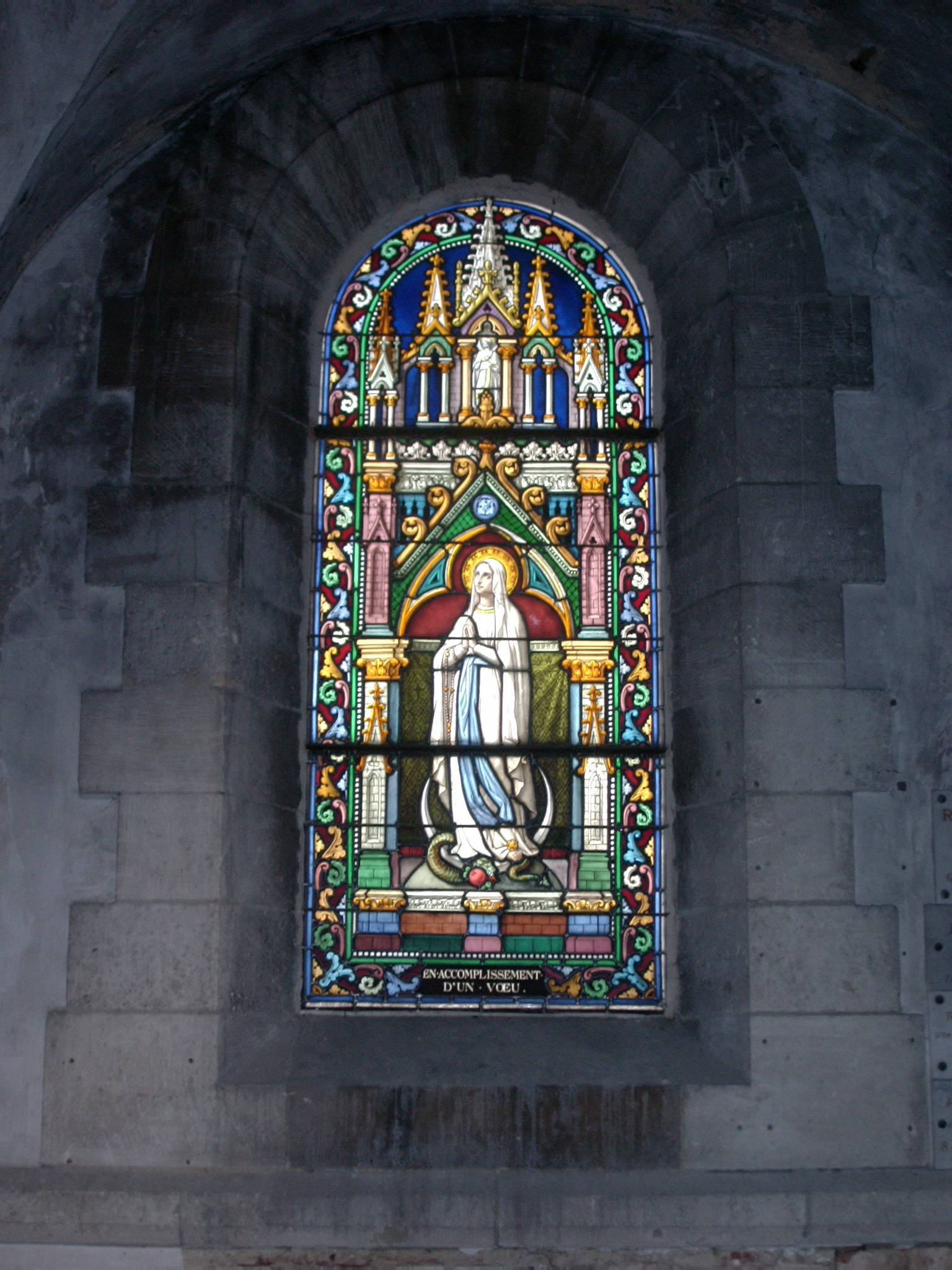
Fensterbild

## Abtei
Das Bauensemble der Abbaye de Montivilliers besteht aus folgenden Bereichen, die alle öffentlich zugänglich sind und überwiegend – unter Nutzung von Audioguide – besichtigt werden können:
- Der Kreuzgang, dessen ursprüngliches Aussehen nicht überliefert ist; in seiner heutigen Form wurde er im 21. Jahrhundert im mutmaßlich historischen Stil neu errichtet.
- Der Kapitelsaal aus dem 11. Jahrhundert.
- Das gotische Refektorium aus dem 13. Jahrhundert, das heute für wechselnde Kunstausstellungen genutzt wird.
- Der Schlafsaal aus dem 13. Jahrhundert, der eine Dauerausstellung zur Stadt- und Abteigeschichte beherbergt.
- Der Schlafsaal aus dem 16. Jahrhundert, der die Einrichtung und Entwicklung normannischer und englischer Abteien visualisiert. Der originale Dachstuhl aus Kastanienholz blieb erhalten.
- Die Wohnung der Äbtissinnen, die heute als öffentliche Bibliothek genutzt wird; dieser Bauteil stammt weitgehend aus dem 18. Jahrhundert.

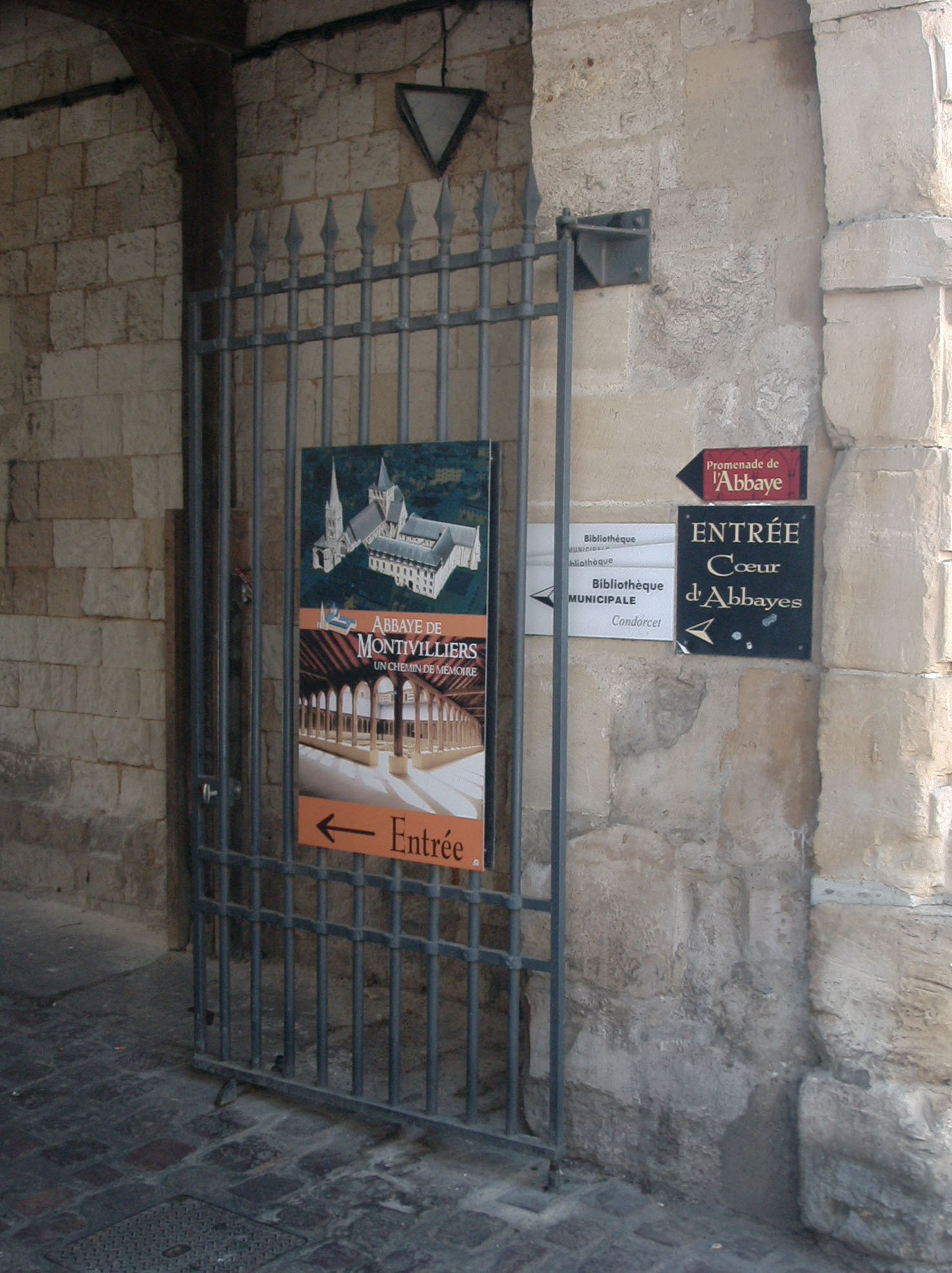
Zugangspforte
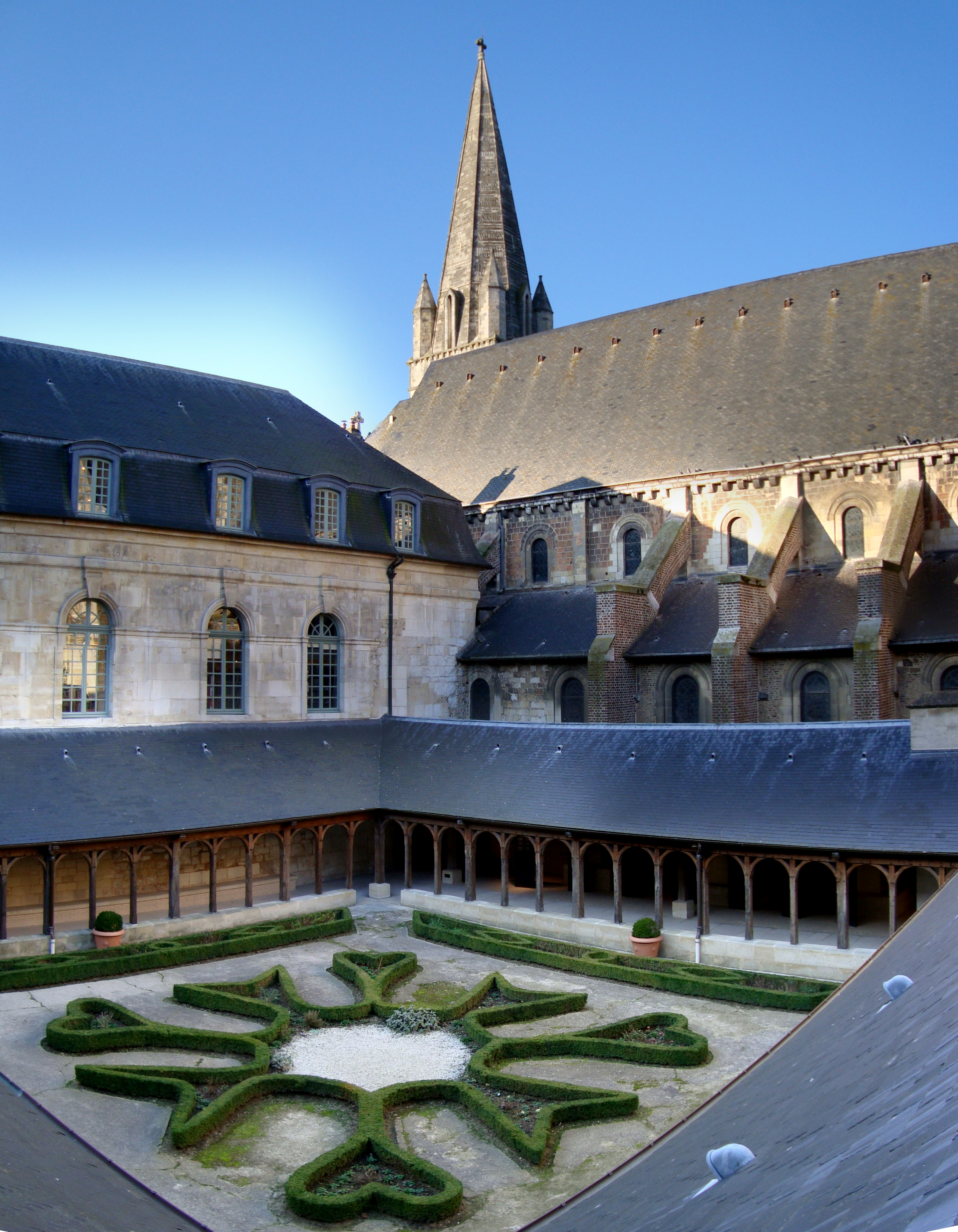
Kreuzgang und Kirchturm
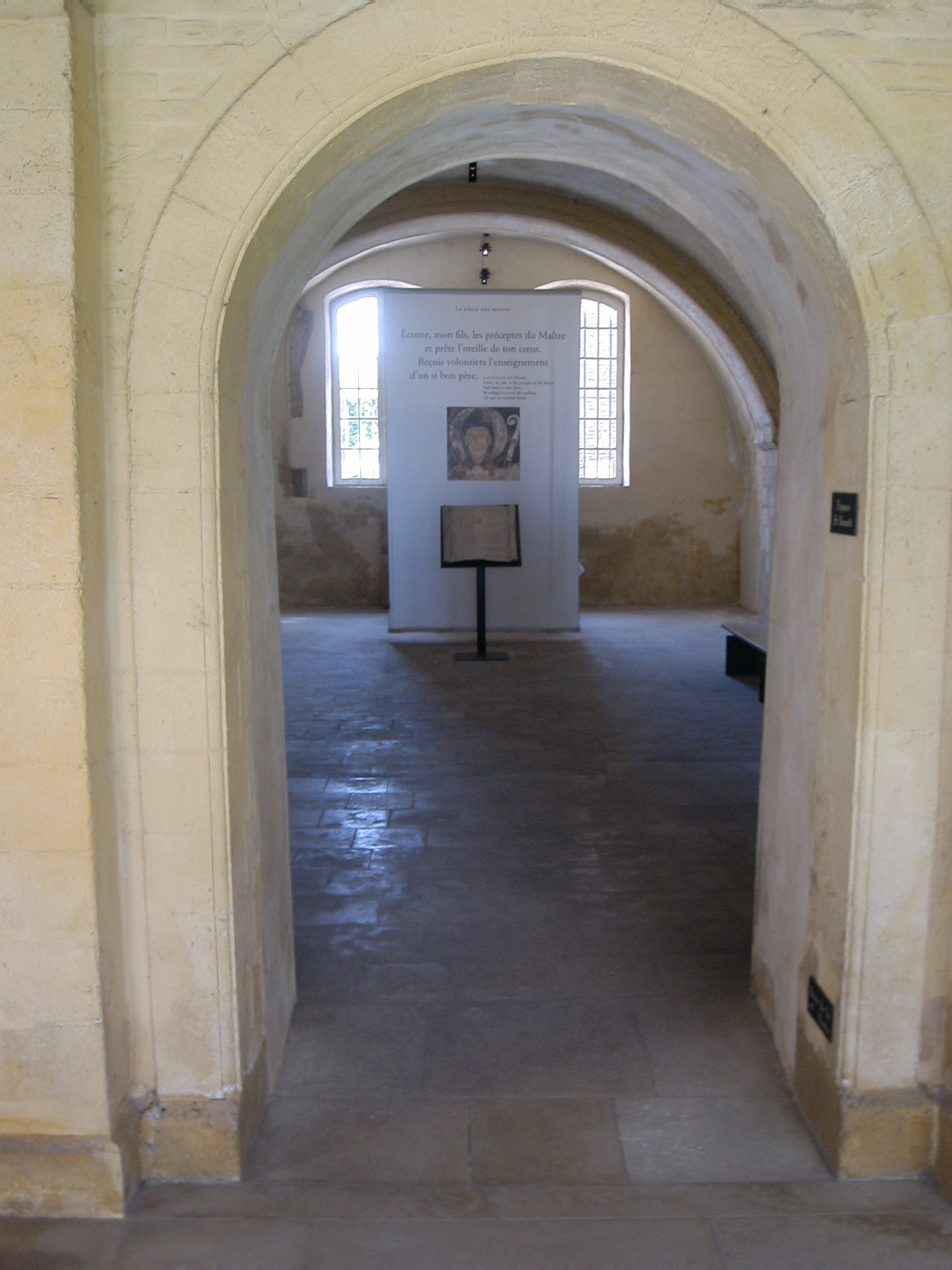
Kapitelsaal
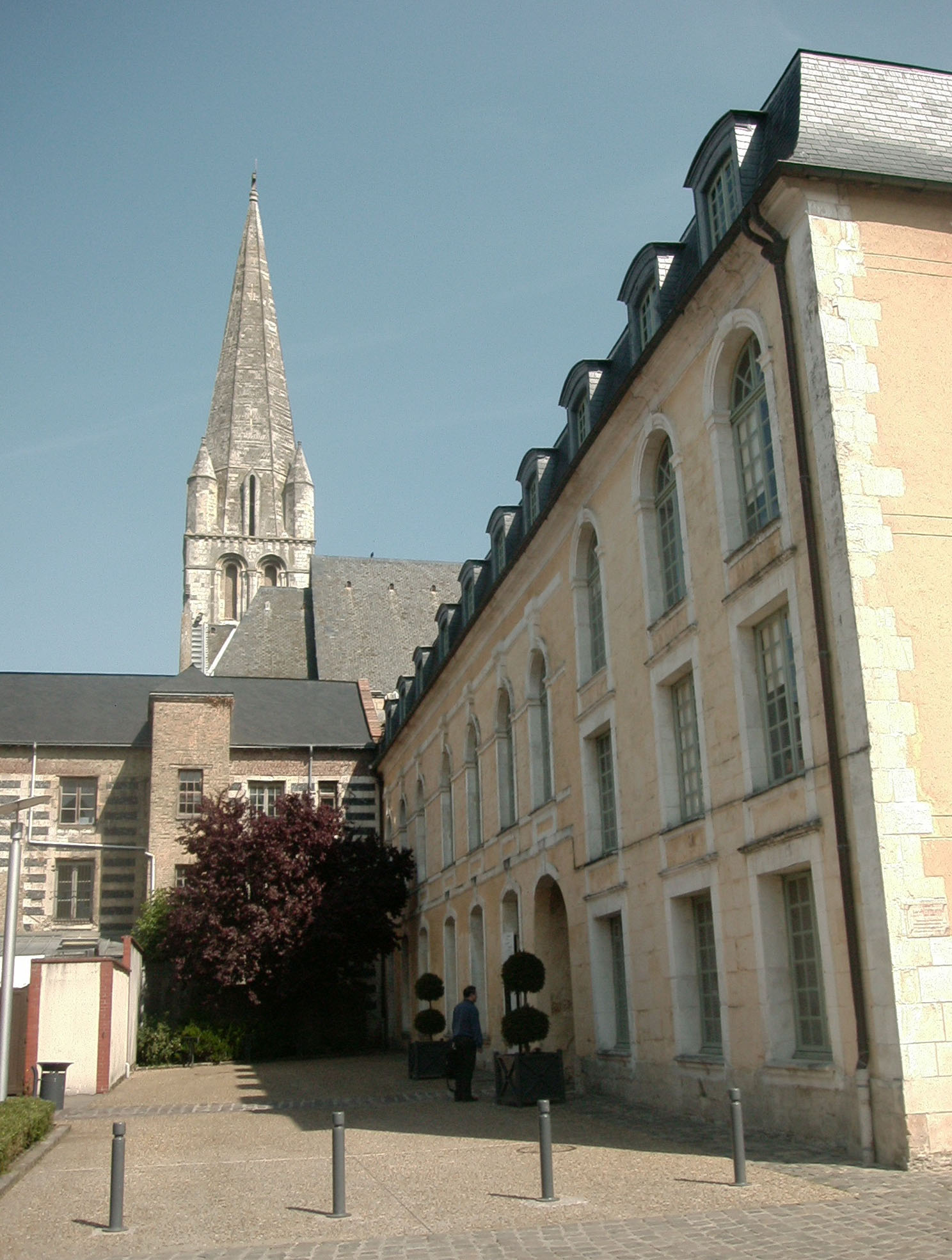
Bibliothek und Kirche